# Rotundicerus luteus
Rotundicerus luteus är en insektsart som beskrevs av Maldonado-capriles 1977. Rotundicerus luteus ingår i släktet Rotundicerus och familjen dvärgstritar. Inga underarter finns listade i Catalogue of Life.